# غوستا هالبيرج
غوستا هالبيرج (بالسويدية: Gösta Hallberg)‏ هو منافس ألعاب قوى سويدي، ولد في 4 أغسطس 1891، وتوفي في 16 نوفمبر 1978.

## وصلات خارجية
- غوستا هالبيرج على موقع أوليمبيديا (الإنجليزية)
- غوستا هالبيرج على موقع اللجنة الأولمبية السويدية (السويدية)